# Phantyna
Genre
Synonymes
- Varyna Chamberlin, 1948

Phantyna est un genre d'araignées aranéomorphes de la famille des Dictynidae.

## Distribution
Les espèces de ce genre se rencontrent en Amérique.

## Liste des espèces
Selon World Spider Catalog (version 26, 12/07/2025) :
- Phantyna agressa (Ivie, 1947)
- Phantyna bicornis (Emerton, 1915)
- Phantyna estebanensis (Simon, 1906)
- Phantyna formidolosa (Gertsch & Ivie, 1936)
- Phantyna mandibularis (Taczanowski, 1874)
- Phantyna meridensis (Caporiacco, 1955)
- Phantyna micro (Chamberlin & Ivie, 1944)
- Phantyna mulegensis (Chamberlin, 1924)
- Phantyna pixi (Chamberlin & Gertsch, 1958)
- Phantyna provida (Gertsch & Mulaik, 1936)
- Phantyna remota (Banks, 1924)
- Phantyna rita (Gertsch, 1946)
- Phantyna segregata (Gertsch & Mulaik, 1936)
- Phantyna terranea (Ivie, 1947)
- Phantyna varyna (Chamberlin & Gertsch, 1958)

## Systématique et taxinomie
Ce genre a été décrit par Chamberlin en 1948 dans les Dictynidae. Il est placé en synonymie avec Dictyna par Chamberlin et Gertsch, 1958. Il est relevé de synonymie par Lehtinen en 1967.
Varyna a été placé en synonymie par Lehtinen en 1967.

## Publication originale
- Chamberlin, 1948 : « The genera of North American Dictynidae. » Bulletin of the University of Utah, vol. 38, no 15, p. 1-31.